# Тарасов, Владимир Павлович (металлург)

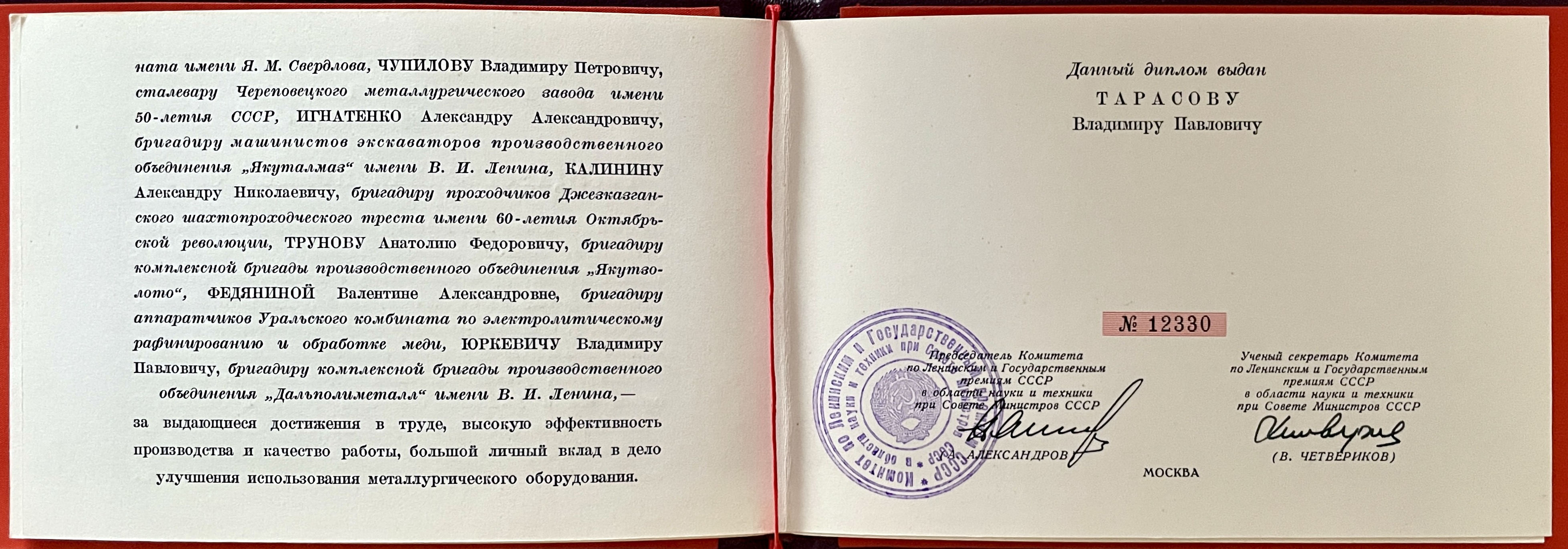
Диплом лауреата Госпремии СССР

Владимир Павлович Тарасов (род. 23 июля 1948, Магнитогорск, Челябинская область) — советский и российский инженер-металлург, старший агломератчик Качканарского ГОКа. Почётный металлург СССР, лауреат Государственной премии СССР 1982 года за выдающиеся достижения в труде.

## Биография
Родился 23 июля 1948 года в Магнитогорске. В 1964—1968 годах учился в Магнитогорском индустриальном техникуме, проходил практику в цехе агломерации Магнитогорского металлургического комбината.
В 1968 году по распределению уехал в Качканар, где начал работать дозировщиком на аглофабрике Качканарского ГОКа. В 1971—1973 годах служил в армии.
В 1977 году, будучи бригадиром агломератчиков цеха агломерации Качканарского ГОКа, В. П. Тарасов стал инициатором соцсоревнования по повышению качества производимого агломерата и присвоению ему государственного Знака качества. В том же году качканарский агломерат стал первым в отрасли обладателем Знака качества.
Постановлением ЦК КПСС от 5 ноября 1982 года В. П. Тарасов был награждён Государственной премией СССР «за выдающиеся достижения в труде, высокую эффективность производства и качество работы, большой личный вклад в дело улучшения использования металлургического оборудования». Владимир Павлович является единственным лауреатом Госпремии СССР за всю историю Качканара.
Также награждался орденом Трудовой Славы II и III степени.